# Струнская, Анна
Анна Струнская-Уоллинг (англ. Anna Strunsky Walling, 21 марта 1877 — 25 февраля 1964) — американская писательница первой половины XX века, проповедовавшая социалистические идеи. Её работы касались социальных проблем, литературы и рабочего движения.

## Биография
Анна Струнская родилась в еврейской семье в городке Бабиновичи (в настоящее время — агрогородок в Белоруссии) 21 марта 1877 года. Её семья (отец Элиас Струнский, мать Анна Горовиц и сестра Роза) эмигрировала в Нью-Йорк, когда девочке было 9 лет. Проведя в Нью-Йорке несколько лет, Струнские в 1893 году переезжают в Сан-Франциско и поселяются в доме брата, доктора Макса Струнского.
Анна вступила в ряды Социалистической трудовой партии совсем юной и оставалась социалисткой на протяжении всей жизни. В 1896—1898 годах Анна обучалась в Стэнфорде, где познакомилась и близко подружилась с молодым писателем Джеком Лондоном. Они проводили много времени вместе, обсуждая социальные и политические вопросы. Анна и её сестра Роза играли ведущие роли на интеллектуальной сцене Сан-Франциско рубежа XX века и входили в группу радикальных молодых писателей и художников Калифорнии, известных как «The Crowd». Кроме них в группе состояли Джек Лондон, Джим Уайтекер, Джордж Стерлинг. Первая книга Анны — «Письма Кэмптона — Уэсу» (англ. The Kempton-Wace Letters) — выпущена в соавторстве с Лондоном и анонимно опубликована в 1903 году. После смерти Лондона в 1916 году, Анна Струнская опубликовала свои воспоминания о нём.
Анна Струнская и Джек Лондон были близки к браку, но дальше предложения Лондона и последующего отказа Струнской дело не пошло.
В 1906 году Анна с сестрой отправились в Россию, чтобы работать в новостном бюро Уильяма Уоллинга, освещая первую русскую революцию. В том же году Анна Струнская и Уильям Уоллинг поженились в Париже, свидетелем на их свадьбе был внук Карла Маркса Жан Лонге. В конце года они вернулись в Соединённые Штаты. Анна продолжала писать, и в 1915 году вышла её новая книга Violette of Père Lachaise. Уильям и Анна разошлись во время Первой мировой войны, частично из-за разных взглядов на место США в конфликте.
Анна продолжала писать и защищать социализм. Она приняла участие в акциях квакеров и состояла в нескольких либерально-левых группах, включая Лигу противников войны, Лигу взаимопомощи, Американскую лигу за отмену смертной казни, Лигу промышленной демократии и Национальную ассоциацию содействия прогрессу цветного населения, которая была сформирована при поддержке Струнской и её мужа.
Анна Струнская умерла 25 февраля 1964 года в Нью-Йорке. У неё осталось четверо детей: Розамунд, Анна, Джорджия и Хейден.

## Память
Эмма Голдман в автобиографии 1931 года вспоминает о встрече с Анной и Розой Струнскими в 1898 году:
англ. 

Among the most interesting people I met in San Francisco were two
girls, the Strunsky sisters. Anna, the elder, had attended my lecture
on Political Action. She had been indignant, I afterwards learned,
because of my «unfairness to the socialists.» The next day she came to
visit me "for a little while, " as she said. She remained all
afternoon, and then invited me to her home. There I met a group of
students among them Jack London, and the younger Strunsky girl, Rose,
who was ill. Anna and I became great friends. She had been suspended
from Leland Stanford University because she had received a male
visitor in her room instead of in the parlour. I told Anna of my life
in Vienna and of the men students with whom we used to drink tea,
smoke, and discuss all through the night. Anna thought that the
American woman would establish her right to liberty and privacy, once
she secured the vote. I did not agree with her….

Архивы Анны Струнской-Уоллинг находятся в библиотеках университета Калифорнии и Йельского университета, а также в Библиотеке Хантингтона.